# Gibasis geniculata
Gibasis geniculata là một loài thực vật có hoa trong họ Commelinaceae. Loài này được (Jacq.) Rohweder mô tả khoa học đầu tiên năm 1956.